# 五星

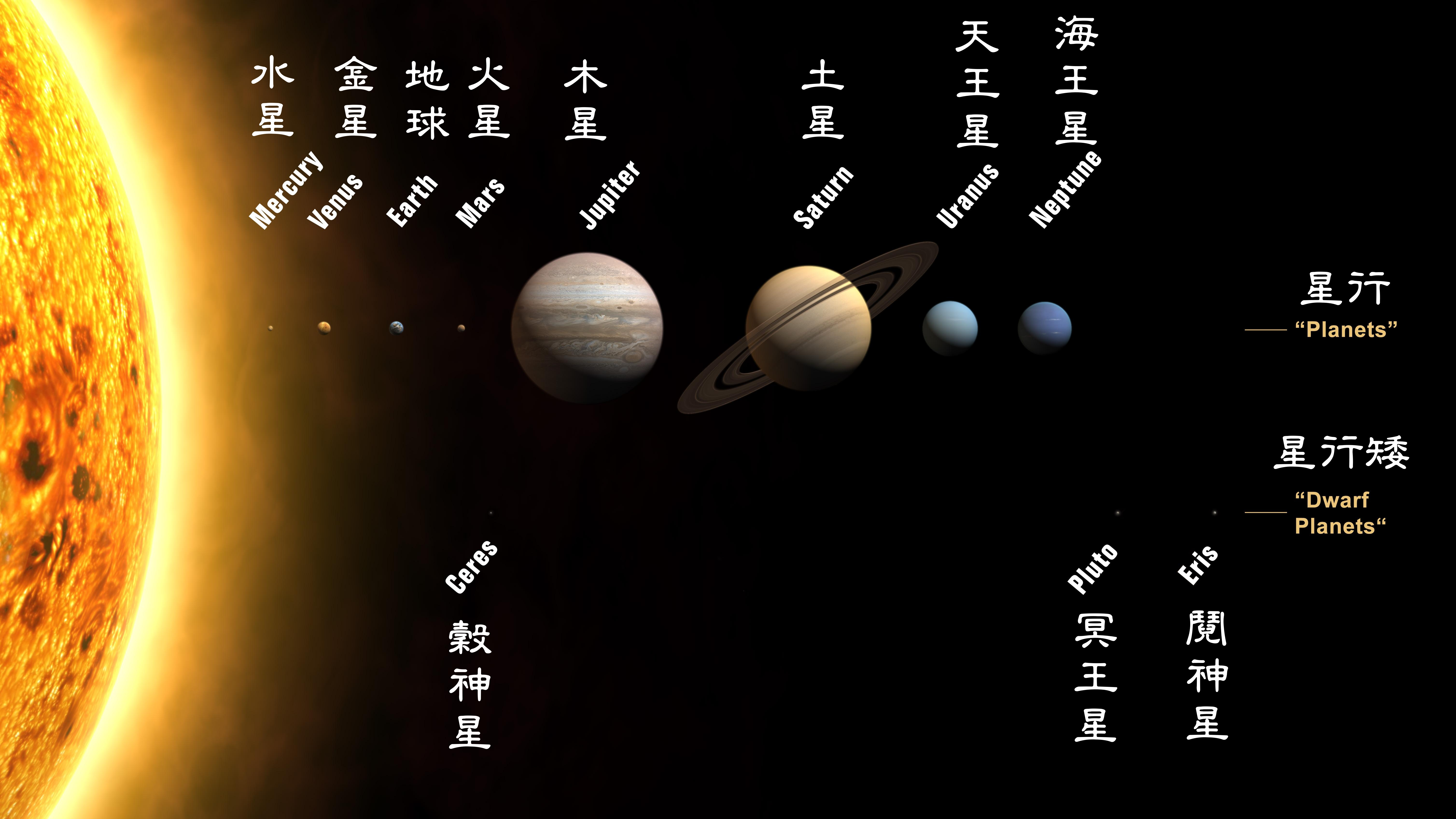
太陽系の惑星と中国語名（繁体字）

五星（ごせい）は、太陽系の惑星のうち水星・金星・火星・木星・土星の5つ。
肉眼で容易に観測できるため古代より知られていた惑星であり、中国では歳星（さいせい：木星）・熒惑（けいこく：火星）・鎮星（ちんせい：土星）・太白（たいはく：金星）・辰星（しんせい：水星）の総称で、五緯（ごい）とも呼ばれる。
太陽系の内側から6つめまでの惑星のうち、天動説では惑星と認識されていなかった地球以外の5つでもある。五星（と地球）以外の惑星が知られたのは、天王星が発見された1781年である。
現在は天文学でも占星術でも特別な位置づけにはないが、趣味の天体観望では対象として人気が高く、五惑星・五大惑星として言及されることもある。
なお、中国では五行思想の元になり、漢字圏（中国語、日本語、朝鮮語、ベトナム語）では「木火土金水」の五行に「星」をつけた名で呼ばれる（ただしベトナム語では「星○」の語順）。五行と五星の対応は、惑星の性質（わかっていたのは運行・色・光度程度だが）から連想されるものになっており、単純な順序関係になっていない。
五星に日と月を加えたものが七曜で、曜日に対応付けられている。なお五星に対応する曜日は連続しているが、これはバビロニア文明に由来する「カルディアンオーダー (chaldean order)」による。七曜に計都と羅睺を加えたものが九曜である。